# Geçitaltı, Kozluk
Geçitaltı là một xã thuộc huyện Kozluk, tỉnh Batman, Thổ Nhĩ Kỳ. Dân số thời điểm năm 2011 là 885 người.